# Elisabeth Lürssen
Elisabeth Lürssen (* 18. September 1880 in Delmenhorst; † 22. April 1972 in Bremen) war eine deutsche Pädagogin und Politikerin (DVP, BDV, FDP) in Bremen.

## Biografie

### Ausbildung und Beruf
Lürssen war die Tochter des Fabrikanten Carl Hinrich Lürssen aus Delmenhorst. Sie besuchte eine Lehrerinnenausbildungsanstalt und unterrichtete 1899 an der Höheren Mädchenschule in Bad Harzburg. Dann erwarb sie 1909 das Abitur und studierte bis 1916 Deutsch, Geschichte und Französisch an der Universität Göttingen, der Universität München und an der Universität Leipzig. Sie promovierte zum Dr. phil. 
Im Ersten Weltkrieg arbeitete sie als Lehrerin und ab 1918 bei der deutschen Zivilverwaltung im besetzten Belgien. Nach dem Krieg war sie 1919 Oberlehrerin und dann Studienrätin an der Kippenberg-Schule. 
Während der Kinderlandverschickung (KLV) im Zweiten Weltkrieg leitete sie ab 1943 die Kippenberg-Schule, deren Unterricht auch nach der Zerstörung des Schulgebäudes (1944) in anderen Gebäuden fortgesetzt wurde. Auch nach dem Krieg blieb sie bis zu ihrer Pensionierung (1949) Schulleiterin.

### Politik
1919 trat sie in die Deutsche Volkspartei (DVP). Von 1920 bis 1933 war sie Mitglied in der Bremischen Bürgerschaft für die DVP und ab 1927 für die  Bremische Arbeitsgemeinschaft und sie war u. a. in der Schuldeputation tätig. Sie kandidierte mehrfach vergeblich für den  Reichstag der Weimarer Republik. 
1933, mit Beginn der Zeit der Nationalsozialisten endete ihre politische Arbeit, sie blieb aber Studienrätin, durfte aber nicht in ihrem Fach Geschichte unterrichten.
1945 war Lürssen Mitgründerin der Bremer Demokratische Volkspartei (BDV) die 1951 in der FDP aufging. Sie war von 1947 bis 1951 in der 2. Wahlperiode erneut Mitglied der Bremische Bürgerschaft. Ihre Arbeit in der Deputation galt der Schulreform und Fragen der Koedukation.

### Weitere Mitgliedschaften
In den 1920er Jahren war sie im  Bund Deutscher Frauenvereine und im Deutschen Akademikerinnenbund war sie aktiv. In der Schriftenreihe Quellen zur Frauenbewegung veröffentlichte sie ein Heft zum Thema Die Frauen des Absolutismus.
Sie leitete nach dem Krieg den Staatsbürgerlichen Arbeitskreis des Deutschen Frauenrings, war im Rahmen der Bremer Frauenbewegung Mitgründerin des Bremer Frauenausschusses und Vorsitzende des Philologinnenverbandes Bremen. Sie war zudem von 1956 bis 1958 Vorsitzende des Deutschen Akademikerinnenbundes. Von 1959 bis 1969 war sie Mitglied des Beirats der Friedrich-Naumann-Stiftung für die Freiheit.
Ihre Schwester war die Pädagogin und zuletzt Oberschulrätin Johanna Lürssen.